# 葫芦山腰城遗址
葫芦山腰城遗址，位于中国广东省潮州市市区，为潮州市的一个市、县级文物保护单位，类型为古遗址，公布时间为1987年12月。
葫芦山腰城遗址的历史年代为清康熙十二年。